# Популациона политика
Популациона политика је функција друштва, односно реакције државе на репродуктивна понашања са циљем постизања промена тих понашања којима би се обезбедио опстанак, трајање и развој целине у непрекидном обнављању. Овакав приступ укључује мере за повећање рађања, ако је оно недовољно, односно модернизацију, ако је рађање прекомерно, уважавајући основно право свих парова и појединаца да сами одлучују о рађању.